# Carmen Llorca
Carmen Llorca Vilaplana (ur. 29 listopada 1921 w Alcoy, zm. 29 czerwca 1998 w Madrycie) – hiszpańska polityk, historyk, pisarka i nauczyciel akademicki, parlamentarzystka krajowa, posłanka do Parlamentu Europejskiego II i III kadencji.

## Życiorys
Absolwentka historii i dziennikarstwa na Uniwersytecie Complutense w Madrycie, doktoryzowała się na następnie na tej uczelni. Pracowała na madryckim uniwersytecie, dochodząc do stanowiska profesora historii najnowszej. Była autorką prac naukowych z zakresu historii, a także powieści. Publikowała w dziennikach „Pueblo” i „ABC”.
Do połowy lat 70. pracowała równocześnie na różnych stanowiskach w hiszpańskiej administracji turystycznej. W latach 1974–1975 kierowała prywatną instytucją kulturalną Ateneo de Madrid. W 1976 była założycielką organizacji kobiecej Organización de Mujeres Independientes. W 1980 powołana w skład rady Radiotelevisión Española.
Od połowy lat 70. należała do Sojuszu Ludowego, z którym współtworzyła Partię Ludową. W latach 1982–1986 wchodziła w skład Kongresu Deputowanych II kadencji. Po akcesji Hiszpanii do Wspólnot Europejskich w 1986 objęła mandat posłanki do Europarlamentu II kadencji. Utrzymała go w wyborach powszechnych w 1987 i 1989. Pełniła m.in. funkcję wiceprzewodniczącej Komisji ds. Praw Kobiet.